# مجالس المستقبل العالمية
مجالس المستقبل العالمية: حدث سنوي يقام بالتعاون بين حكومة دولة الإمارات والمنتدى الاقتصادي العالمي «دافوس» يتم خلاله تبادل الخبرات والتجارب والتواصل بين علماء ومفكري ومستشرفي المستقبل، وبين صناع القرار حول العالم. وتمثل استضافة حكومة دولة الإمارات لاجتماعات مجالس المستقبل العالمية رؤية صاحب السمو الشيخ محمد بن راشد آل مكتوم، نائب رئيس الدولة رئيس مجلس الوزراء حاكم دبي، وقيادات الدولة، بأهمية توحيد الجهود والشراكات العالمية لخدمة البشرية، من خلال منصة عالمية لتحليل التوجهات المستقبلية والتحديات والفرص التي تواجهها البشرية.
مجالس المستقبل العالمية هي امتداد لمجالس الأجندة العالمية التي تأسست في عام 2008 بالشراكة مع المنتدى الاقتصادي العالمي بهدف بحث مستقبل القطاعات ذات الأهمية على الساحة العالمية، ومثّلت الأفكار والتوصيات التي تبلورت خلال اجتماعات المجالس أساسا لعدد من أهم الأطروحات والجلسات خلال قمة دافوس السنوية.

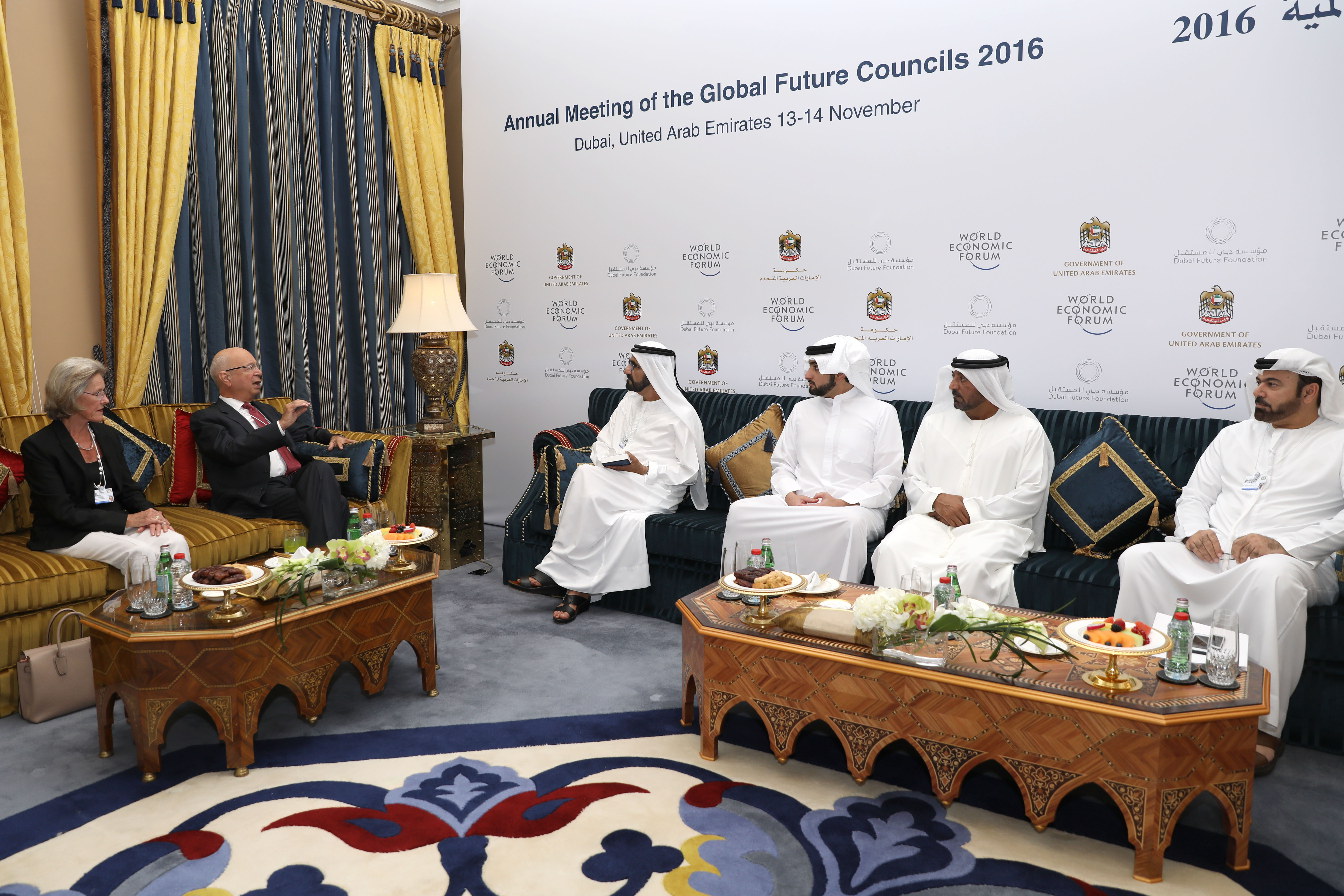
محمد بن راشد يستقبل كلاوس شواب بحضور أحمد بن محمد وأحمد بن سعيد ومحمد القرقاوي

وفي دورة 2016، تحولت مجالس الأجندة العالمية إلى مجالس المستقبل العالمية والتي ساهمت في إحداث نقلة نوعية على صعيد المنتدى الاقتصادي العالمي، ليصبح ملتقى عالميا لنشر المعرفة، وتصميم الحلول المبتكرة لتحديات المستقبل. ويتولى محمد عبدالله القرقاوي، وزير شؤون مجلس الوزراء الإماراتي، منصب الرئيس المشارك لمجالس المستقبل العالمية حيث يشرف على أعمال وأنشطة المجالس، التي تعقد في دبي ويحضرها كل من البروفيسور كلاوس شواب مؤسس ورئيس المنتدى الاقتصادي العالمي وبورجي براندي رئيس المنتدى الاقتصادي العالمي الذي يشارك كمتحدث في أعمال المنتدى.

## المتحدثون
استضافت المجالس بنسختيها «الأجندة العالمية» و «المستقبل العالمية» على مدار 12 عاماً قرابة 10 آلاف مستشرف من نخبة رواد الفكر والخبراء والمتخصصين والمسؤولين الحكوميين من أكثر من 100 دولة، غطوا مختلف قارات العالم في أكثر من 800 مجلس، تبحث سبل مواجهة التغييرات الجذرية المتسارعة التي ستشهدها الاقتصادات والمجتمعات والسياسات العالمية، في تجمع وحد العالم على أرض الإمارات. وتهدف دولة الإمارات من احتضان المجالس إلى استشراف المستقبل، والاستعداد له، وتوفير كل الحلول والأدوات لمواجهة تحدياته، بما يعزز موقع دولة الإمارات مختبراً للحلول المستقبلية في كل المجالات.

## مجالس الأجندة العالمية 2008
الدورة الأولى 2008
شهدت دولة الإمارات انعقاد أولى دورات مجالس الأجندة العالمية في نوفمبر 2008، وشارك فيها 700 شخصية من الأكاديميين وقطاع الأعمال والحكومة ومؤسسات المجتمع، ضمن 77 مجلساً.
الدورة الثانية 2009
أما الدورة الثانية لمجالس الأجندة العالمية فعقدت بالدولة في نوفمبر 2009، بمشاركة 700 من أبرز الشخصيات الأكاديمية والحكومية ورجال الأعمال، من 57 دولة، وضمت 3 من الحائزين على جائزة نوبل، شاركوا في أعمال 77 مجلساً.
الدورة الثالثة 2010

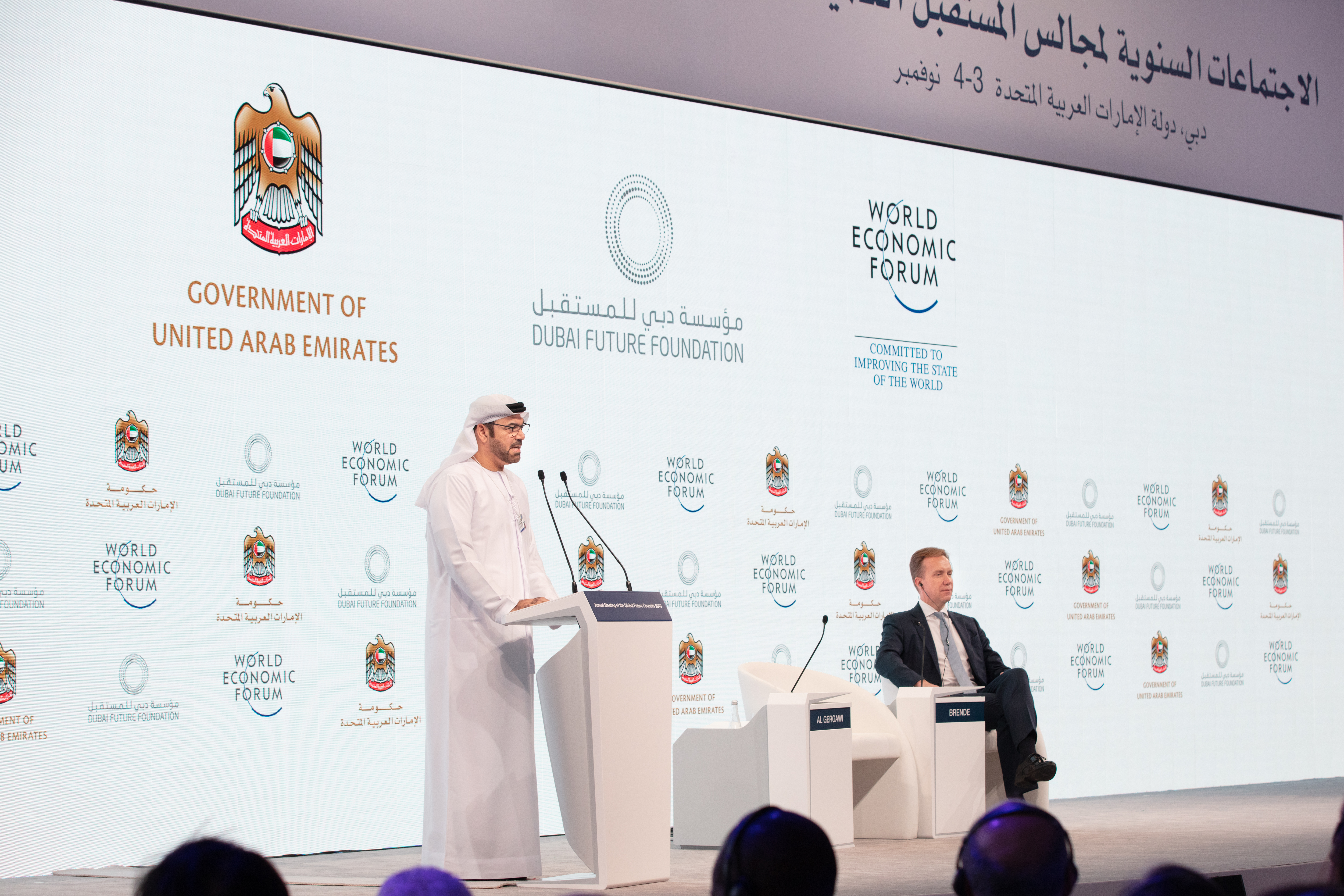
محمد القرقاوي يلقي الكلمة الافتتاحية لأعمال الاجتماعات السنوية لمجالس المستقبل العالمية

كما استضافت الدولة الدورة الثالثة لمجالس الأجندة العالمية في نوفمبر 2010، وشارك فيها أكثر من 700 خبير ومتخصص وعالم ومسؤول حكومي وعدد من رواد الأعمال من 60 دولة، في 72 مجلساً، وفي العام ذاته قرر المنتدى الاقتصادي العالمي اختيار دولة الإمارات مقراً دائماً للمجالس.
وتناولت هذه الدورة ثلاثة أبعاد أساسية تمثلت في: تعزيز مشاركة العقول الإبداعية العربية في القمة، والإعداد لإيجاد صوت موحد للدول خارج مجموعة العشرين التي تحتكر صياغة مستقبل العالم وتحديد توجهاتها، وتعزيز موقع الإمارات عالمياً من خلال التحديات العالمية التي تتناولها المجالس، فيما شهدت المجالس ميلاد أول مبادرة عالمية لتحسين قدرة العالم على مواجهة الأزمات.
الدورة الرابعة 2011
وفي أكتوبر 2011 عقدت مجالس الأجندة العالمية دورتها الرابعة في الدولة، بمشاركة 800 خبير وأكاديمي عالمي ومسؤول ورجل أعمال من 80 دولة، انتظموا في 79 مجلساً، ودعت إلى استحداث نماذج اقتصادية ومالية جديدة ترتكز على تحرير التجارة العالمية، وزيادة الاستثمارات لتعزيز الاقتصاد العالمي، وناقشت “خريطة طريق” جديدة لمواجهة التحديات العالمية التي تصدرها الاستقرار المالي والأمن الغذاء والتغير المناخي والمخاطر السياسية، وعادت مجالس الأجندة العالمية لتعقد في دولة الإمارات مجدداً، في نوفمبر 2012 بمشاركة أكثر من 1000 خبير ومفكر ومختص في مختلف المجالات ومسؤولين حكوميين، شكلوا عضوية 88 مجلساً.
وفي نوفمبر 2013، عقدت مجالس الأجندة العالمية في الدولة بمشاركة أكثر من 900 شخصية من نخبة الأكاديميين والخبراء ورجال الأعمال والمسؤولين الحكوميين من 80 دولة، انتظموا في 86 مجلساً.
الدورة الخامسة 2012

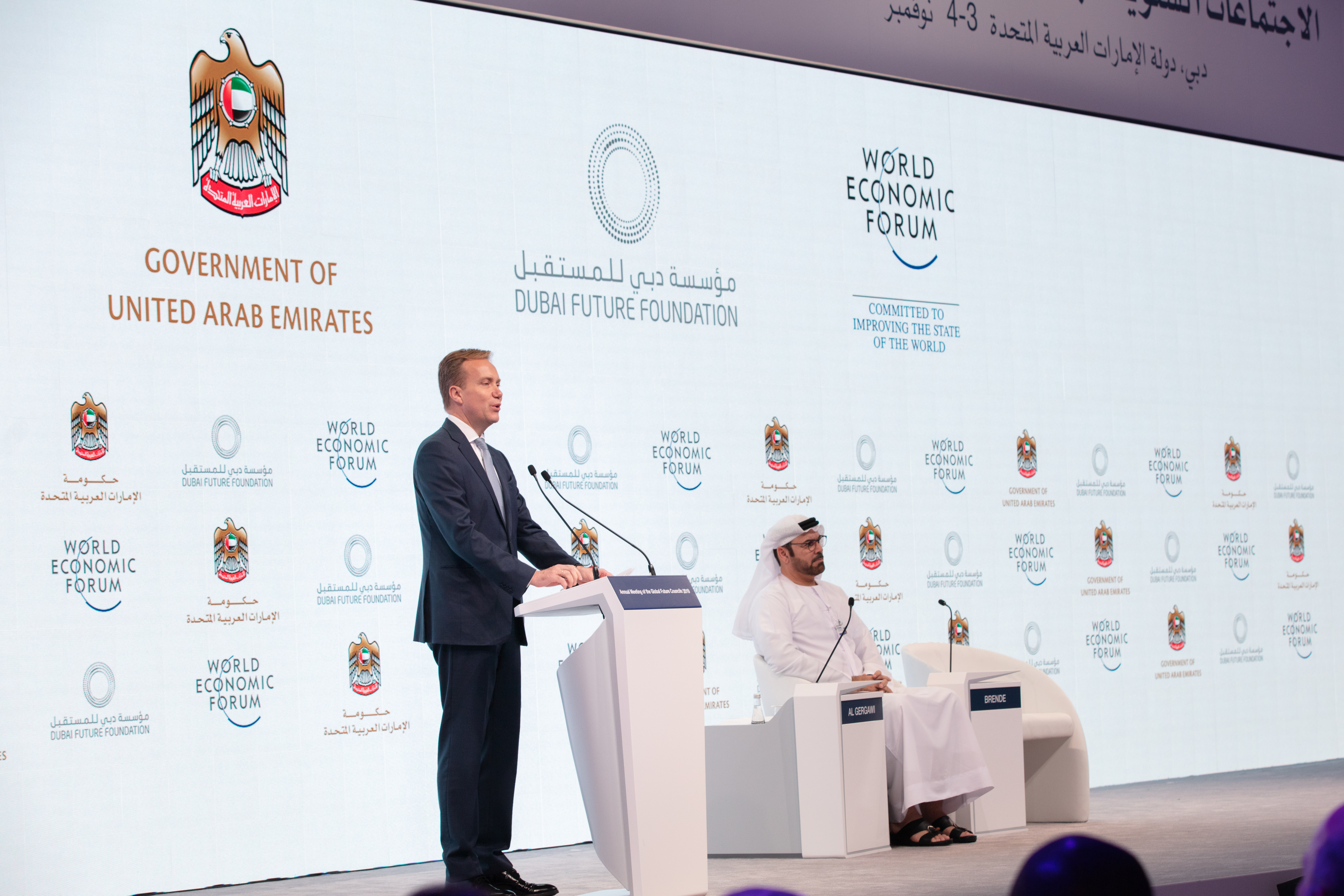
بورجي براندي يشارك كمتحدث في مجالس المستقبل العالمية

واستضافت دولة الإمارات الدورة التالية لمجالس الأجندة العالمية، في نوفمبر 2014، التي شارك فيها 1000 من نخبة رواد الفكر والمتخصصين والمسؤولين الحكوميين في 80 مجلساً، وحملت شعار "صياغة التحول العالمي، وكان من بين المشاركين 56 شخصية من منطقة الشرق الأوسط وشمال إفريقيا، و339 من أوروبا، و67 من إفريقيا، و372 من أمريكا الشمالية، و161 من آسيا، وأربعة من أمريكا الجنوبية، من بينهم 16 رئيس حكومة وزعيما دولتين. وشهدت هذه الدورة، إطلاق ورشات العصف الذهني " العصف الذهني الإماراتي لعالم أفضل" وناقشت مواضيع مثل التنافسية والانعكاس على التنمية الاستدامة، الشباب والابتكار المجتمعي، والإعلام، وغيرها.
الدورة السادسة 2015
وفي أكتوبر 2015، نظمت في الدولة مجالس الأجندة العالمية بمشاركة 1000 من الشخصيات العالمية والخبراء الاستراتيجيين والمحللين وصناع القرار والمنظمات الدولية في العديد من المجالات الحيوية والمسؤولين والمفكرين، بينهم 200 من كبار المسؤولين التنفيذيين في القطاع الخاص من مختلف أنحاء العالم، ضمن 88 جلسة.
تقرير رؤية مجالس الاجندة العالمية
يلخص تقرير رؤية الأجندة العالمية الاستشرافي أعمال شبكة الاجندة العالمية التي تضم أكثر من 1500 خبير حول العالم، من أكاديميين ورجال أعمال ومسؤولين حكوميين ومنظمات دولية.
ويقدم التقرير رؤى وآراء حول مواضيع من أكثرها إلحاحا حول العالم من خلال نتائج مجموعة من الاستطلاعات والنقاشات التفاعلية بين أعضاء الشبكة، وتمزج نتائج الاستطلاعات بين أجوبة 1500 من أعضاء الشبكة ورواد الصناعة.
ويتوزع تقرير الأجندة العالمية الاستشرافي على ستة فصول يعالج كل منها موضوعا مختلفا هي: العولمة، النمو الاقتصادي، المخاطر الجيوسياسية، ترابط العالم المفرط، مخطط النمو وأخيرا القيم.

## مجالس المستقبل العالمية 2016
2016
في إطار الشراكة الاستراتيجية بين حكومة دولة الإمارات والمنتدى الاقتصادي العالمي، عقدت في نوفمبر 2016 الدورة الأولى لمجالس المستقبل العالمية التي ضمت 50 مجلساً متخصصاً هدفت لاستشراف مستقبل العالم في مجموعة من القطاعات التنموية والعلمية والاقتصادية والسياسية بمشاركة 700 مستشرف وعالم متخصص، وذلك بهدف وضع أجندة مستقبلية للعديد من التحديات التي يشهدها العالم، واستكشاف المسار المستقبلي للعديد من الثورات والتغيرات التكنولوجية والعلمية التي تمثلها الثورة الصناعية الرابعة.
2017
وفي نوفمبر 2017، استضافت الدولة الدورة الثانية لمجالس المستقبل العالمية، التي مثلت الدورة العاشرة لهذا الحدث العالمي، وبحثت أفضل الحلول لأبرز التحديات المستقبلية، وناقشت النماذج المستقبلية للقطاعات المؤثرة في حياة الناس مثل الرعاية الصحية والتعليم والطاقة والنقل والمياه والأمن الغذائي وغيرها.
وشارك في المجالس أكثر من 700 مستشرف وعالم وخبير ومسؤول ورائد أعمال، في 35 مجلساً، شكل المبتكرون ورجال الأعمال 36% منهم، فيما مثل الأكاديميون والخبراء 29%، والحكومات والمنظمات الدولية 35%.
2018
وتوجت الدورة الثالثة من مجالس المستقبل العالمية في نوفمبر 2018 مسيرة 10 أعوام من الشراكة إستراتيجية بين حكومة دولة الإمارات والمنتدى الاقتصادي العالمي «دافوس»، والتي تم خلالها بحث أفضل الحلول لأبرز التحديات ومناقشة النماذج المستقبلية للقطاعات المؤثرة في حياة الناس لبناء مستقبل أفضل للمجتمعات وخدمة الإنسانية.
2019
وفي نوفمبر 2019، استضافت الدورة الرابعة من المجالس بمشاركة من 700 مستشرف وخبير ومسؤول من 70 دولة حول العالم، في 41 مجلساً تُغطي كل القطاعات، وتعزز تبادل الخبرات ورسم السياسات في إطار جهود تحقيق هدف واحد هو «خدمة البشرية» واستشراف مستقبل الإنسان، وتوليد الأفكار لإيجاد حلول للتحديات التي تواجه عالمنا، في قطاعات حيوية مثل النظام المالي
العالمي، والجغرافيا السياسية، والثورة الصناعية الرابعة، والمدن، والأمن السيبراني، والاقتصاد الحيوي وغيرها
وشهدت فعاليات الدورة الرابعة عقد حكومة دولة الإمارات عدداً من الجلسات المستقبلية، ضمن مسار دولة الإمارات، تشمل الجلسات الاستراتيجية الخاصة، وحوار المستقبل مع الوزراء وجلسات نقاشات مستقبلية تستشرف مستقبل البيئة والاستدامة ومستقبل المهارات ومستقبل الطب والجينوم البشري.
الدورة الاستثنائية 2020
انعقدت الدورة الاستثنائية لمجالس المستقبل العالمية في أكتوبر 2020 بنسخة افتراضية نظمتها حكومة الإمارات بالشراكة مع المنتدى الاقتصادي العالمي، وشارك فيها 40 مجلساً استشرافياً ضمّ أكثر من 1000 خبير ومتخصص من 31 قطاعاً من أكثر من 80 دولة، وهدفت الدورة إلى صياغة رؤى وأطر عمل لدعم جهود التعافي الاقتصادي والاجتماعي والتخطيط لما بعد جائحة كورونا، إذ شملت مناقشة الأبعاد كافة للواقع العالمي الجديد وتصورات عملية التحول في مرحلة ما بعد الوباء، بما في ذلك دور الذكاء الاصطناعي في خدمة الإنسانية.
الاجتماع السنوي 2023
استضافت دبي الاجتماع السنوي لمجالس المستقبل العالمية 2023 خلال الفترة 16-18 أكتوبر 2023 ونظمت الدورة بالشراكة بين حكومة الإمارات والمنتدى الاقتصادي العالمي، وشارك فيها نحو 600 مسؤول حكومي وروّاد أعمال وخبراء ومتخصصين ومستشرفي مستقبل من مختلف أنحاء العالم "من 80 دولة"، وتركزت مناقشات الدورة على قضايا التحول الرقمي والتحديات الجيوسياسية والتغيرات المناخية والتحولات الاقتصادية والاجتماعية، إلى جانب مجالات الابتكار في التكنولوجيا والفضاء والذكاء الاصطناعي، وشهدت الدورة مشاركة واسعة من المؤسسات الأكاديمية والدولية "أكثر من 120 جامعة و22 منظمة دولية"، مما يعكس تنوع نطاق الشبكة العالمية للمجالس وتعدد التخصصات فيها.
الاجتماع السنوي 2024
انطلقت أعمال الاجتماع السنوي لمجالس المستقبل العالمية 2024 في دبي خلال الفترة 15-17 أكتوبر نظمّت حكومة الإمارات الدورة ضمن شراكة استراتيجية مع المنتدى الاقتصادي العالمي، وشارك فيها أكثر من 500 من المسؤولين الحكوميين والخبراء والمستشرفين من 80 دولة، وشملت فعاليات الدورة 30 مجلساً متخصصاً في خمسة محاور رئيسة تستشرف الفرص المستقبلية: التكنولوجيا والذكاء الاصطناعي، والبيئة والمناخ، والحوكمة، والاقتصاد والمالية، والمجتمع، و تميزت الدورة بعقد جلسات حوارية مركزة قدم خلالها صانعو القرار رؤى مستقبلية استراتيجية حول القطاعات الحيوية، كما جرت مناقشات مستفيضة حول الابتكار التكنولوجي والاستدامة والنقل ذاتي القيادة والحوكمة الرشيدة والتحديات الجيوسياسية وأمن المعلومات، مع مشاركة كبار الرؤساء التنفيذيين العالميين الذين أضفوا منظوراً من القطاع الخاص لرسم ملامح المستقبل الاقتصادي والتنمية المستدامة، وفي جلسات مغلقة ومفتوحة، استعرض المجتمعون تجارب مختلفة وركزوا على ابتكار حلول تعزز مرونة الأنظمة الحيوية وتعزيز التعاون الدولي، وتأتي هذه الدورة ضمن الشراكة المستمرة بين الإمارات والمنتدى الاقتصادي العالمي لتعزيز الحوار حول التحولات المستقبلية العالمية والإسهام في صياغة أجندة المنتدى الاقتصادية المقبلة "دافوس 2025".
إستراتيجية الإمارات للثورة الصناعية الرابعة
شهدت الاجتماعات بحث مستقبل القطاعات الحيوية في ظل الثورة الصناعية الرابعة وآثارها المتوقعة، واستكشاف الحلول لمعالجة تحدياتها، بما في ذلك التقدم التكنولوجي في مختلف القطاعات، حيث كانت الدولة سباقة في الإعلان إستراتيجية الإمارات للثورة الصناعية الرابعة على هامش أعمال مجالس المستقبل العالمية.

## مواضيع مجالس المستقبل العالمية
تغطي المجالس عدة مواضيع حيوية هي: مستقبل المساعدات الإنسانية، ومستقبل الأمن الغذائي، ومستقبل الابتكار وريادة الأعمال، ومستقبل التجارة الدولية والاستثمار، ومستقبل أمن المعلومات، ومستقبل الإنترنت، ومستقبل المدن، ومستقبل النقل، ومستقبل الحوكمة العالمية، ومستقبل الأمن العالمي، ومستقبل الإنتاج، ومستقبل الثورة الصناعية الرابعة، ومستقبل الذكاء الاصطناعي والروبوتات، ومستقبل الطاقة، ومستقبل الحوسبة، ومستقبل التعليم، ومستقبل تحسين جودة الحياة البشرية، ومستقبل الفضاء، ومستقبل البيئة، ومستقبل التكنولوجيا الحيوية.